# 小川健一
小川 健一（おがわ けんいち、1953年〈昭和28年〉4月 - ）は、日本の地方公務員。東京都下水道局技監、同局長、東京都下水道サービス社長等を歴任。瑞宝小綬章受章者。

## 人物・経歴
1977年（昭和52年） 早稲田大学理工学部卒業、同年 東京都入庁、1989年 (平成元年) 同港湾局副参事、1996年 下水道局計画部施設計画課長、1998年 同事業計画課長、同総合計画課長、2009年7月 同局技監、2012年7月 同局長。アジアについて狭い敷地の中で効果の高い下水処理施設を整備するノウハウや公共運営の支援などに注力した。2013年7月、東京都退職。
退職後、東京都下水道サービス社長、日本下水道光ファイバー技術協会会長、日本管路更生工法品質確保協会会長、下水道メンテナンス協同組合理事長。

## 栄典
- 2023年11月 令和5年秋の叙勲で瑞宝小綬章を受章[8]。